# Breizacanthus ligur
Breizacanthus ligur är en hakmaskart som beskrevs av Paggi, et al 1975. Breizacanthus ligur ingår i släktet Breizacanthus och familjen Arhythmacanthidae. Inga underarter finns listade i Catalogue of Life.